# 直布羅陀獼猴

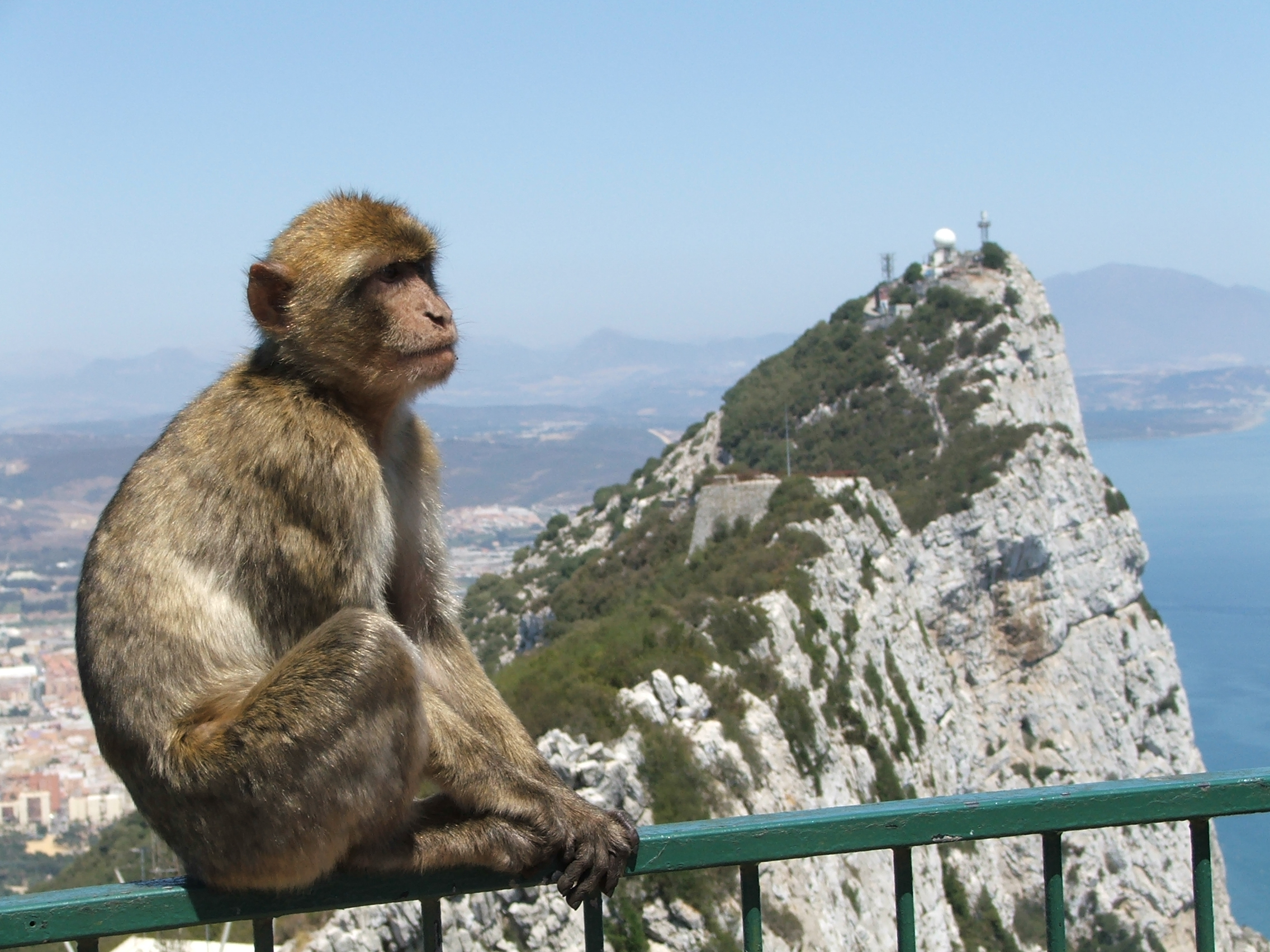
直布羅陀獼猴與巨岩

直布羅陀獼猴為棲息於直布羅陀的巴巴里獼猴（學名：Macaca sylvanus），是歐洲大陸唯一的野生猴子種群。而這一種群依然猴丁興旺，不斷繁衍，不像北非的巴巴里獼猴那般衰落。現在有大約5支群體共300頭直布羅陀獼猴生活在直布羅陀巨巖的頂部。偶爾這些獼猴會闖進市區，造成一些私人財物的損失。縱使它們是無尾的猴子，但在當地英語被人以「猿」（或）稱呼。而更加弔詭的是，當地人在用當地蘭利托方言（Llanito）的西班牙語交談時，用的卻是西班牙語的猴子來稱呼這批獼猴。
雖無官方法定，這批獼猴被當地人認為是直布羅陀的地方瑞獸。

## 來源
部分科學家相信，是西元711至1492年間占據今日西班牙和葡萄牙南部，來自北非的摩爾人當作寵物，帶到直布羅陀的。 而另一個說法就是，直布羅陀的獼猴是550萬年前上新世時遍布南歐各地獼猴的殘餘種群。

## 旅遊

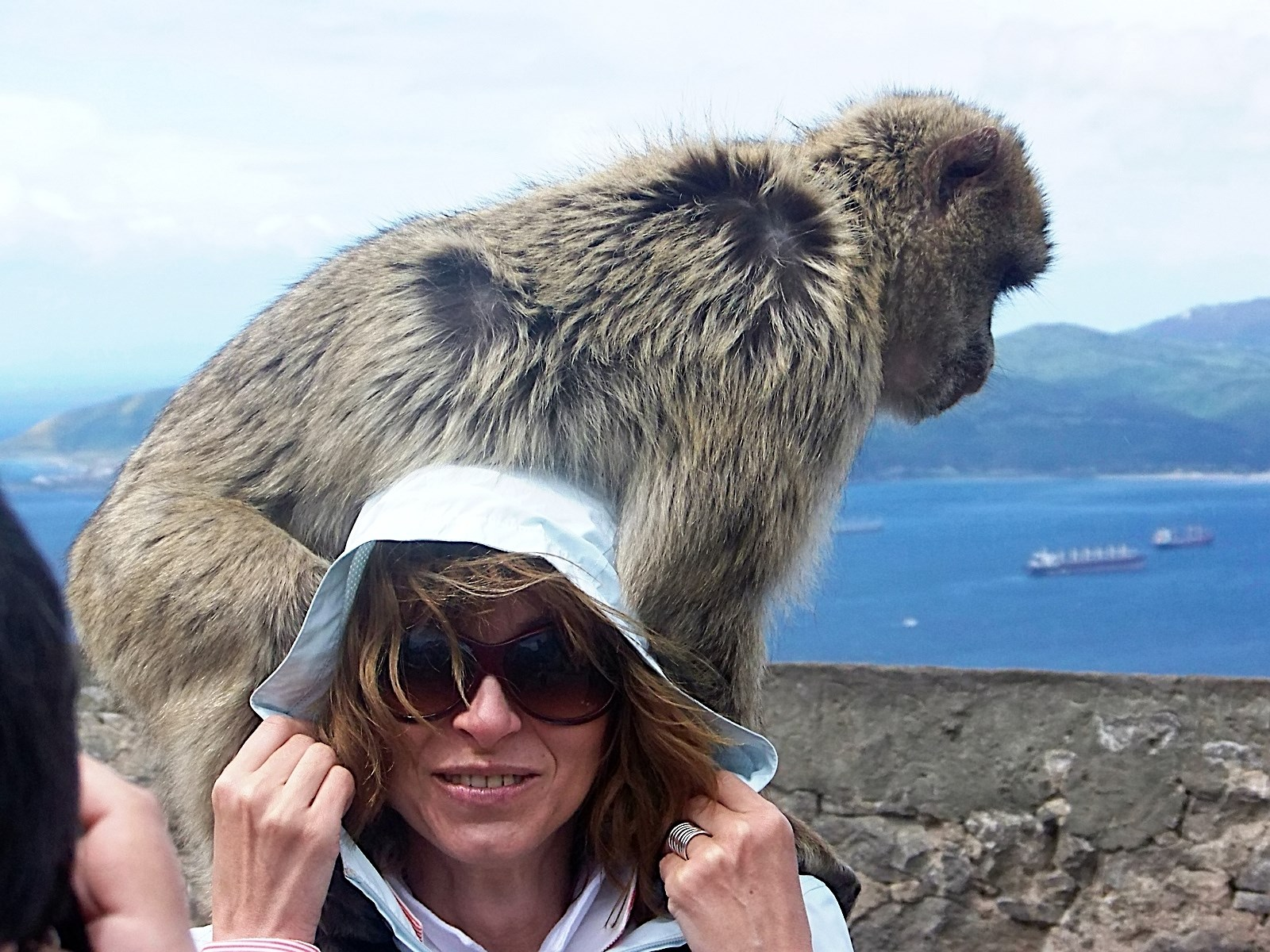
旅客和獼猴合影

直布羅陀一直視探訪獼猴為其旅遊熱門活動之一，特別是在女皇門附近，旅客可以非常接近獼猴，甚至飛撲上身。
由於長期和遊客接觸，導致獼猴社會結構崩壞，生活依賴遊客，甚至發生侵入人類設施的事件。 因此當地政府已經制定法律，餵飼獼猴乃刑事罪行，最高罰款500直布羅陀鎊。

## 軍方的護養

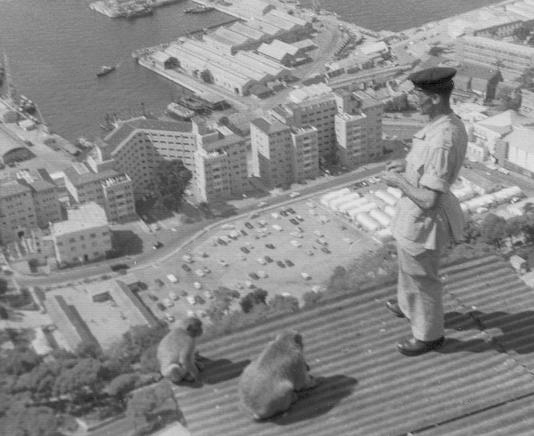
1950-1980年代負責護養獼猴的英軍軍官Alfred Holmes與獼猴

直布羅陀獼猴的護養，在1915-1995年間，一直由當地的英國皇家海軍以及其後皇家直布羅陀軍團負責。軍團更任命一名軍官負責他們的福利，包括他們的食物配額，如生果、蔬菜和果仁，並且編列於軍團預算當中。軍團會為每隻獼猴命名，通常以直布羅陀總督、駐軍軍官命名。任何需要醫療照顧的獼猴，都會享受標準士兵待遇，送到直布羅陀皇家海軍醫院治療。英軍撤出後，保育工作則轉交直布羅陀政府負責。

## 現行保育

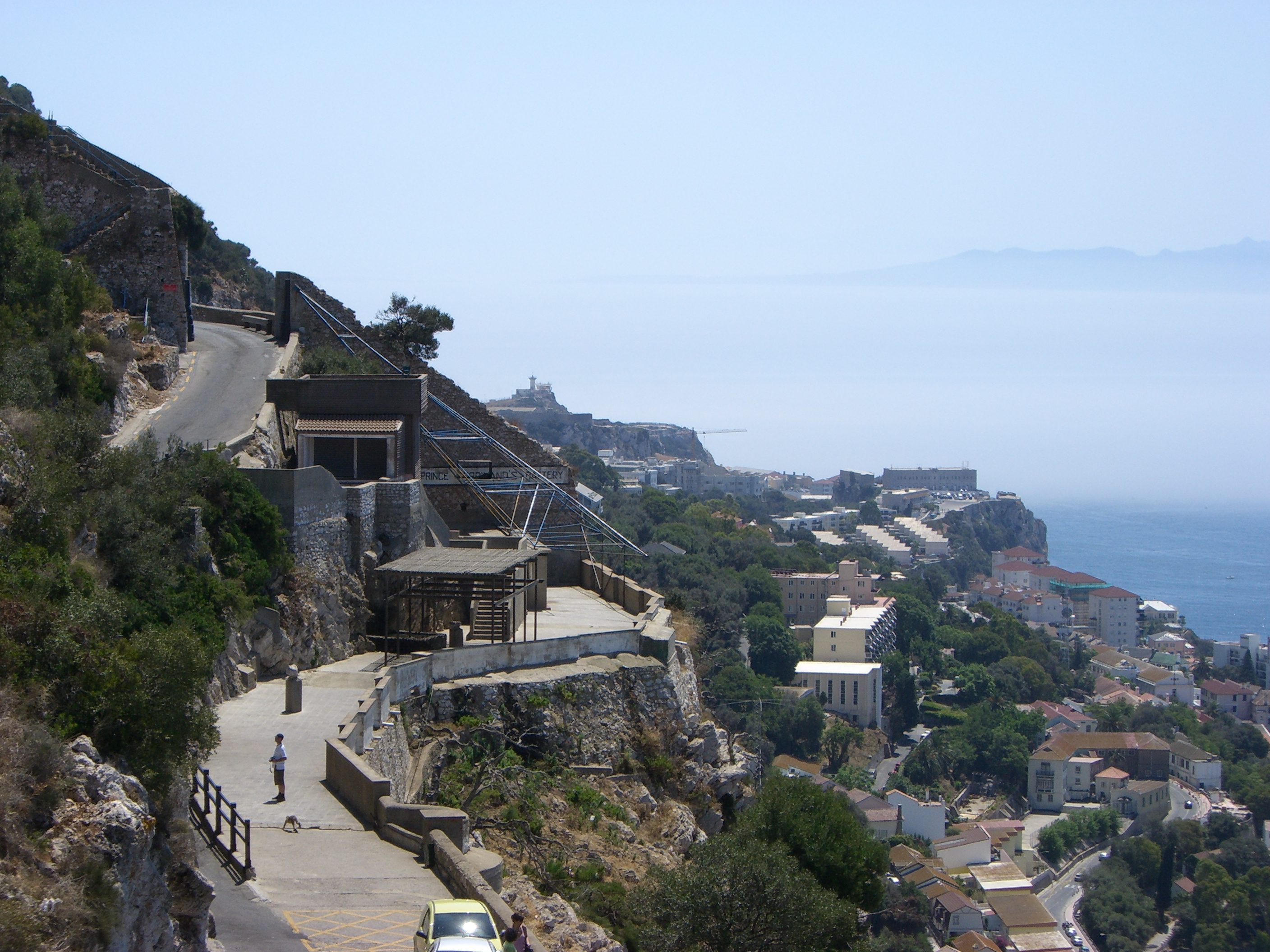
直布羅陀巨巖上的獼猴保育區

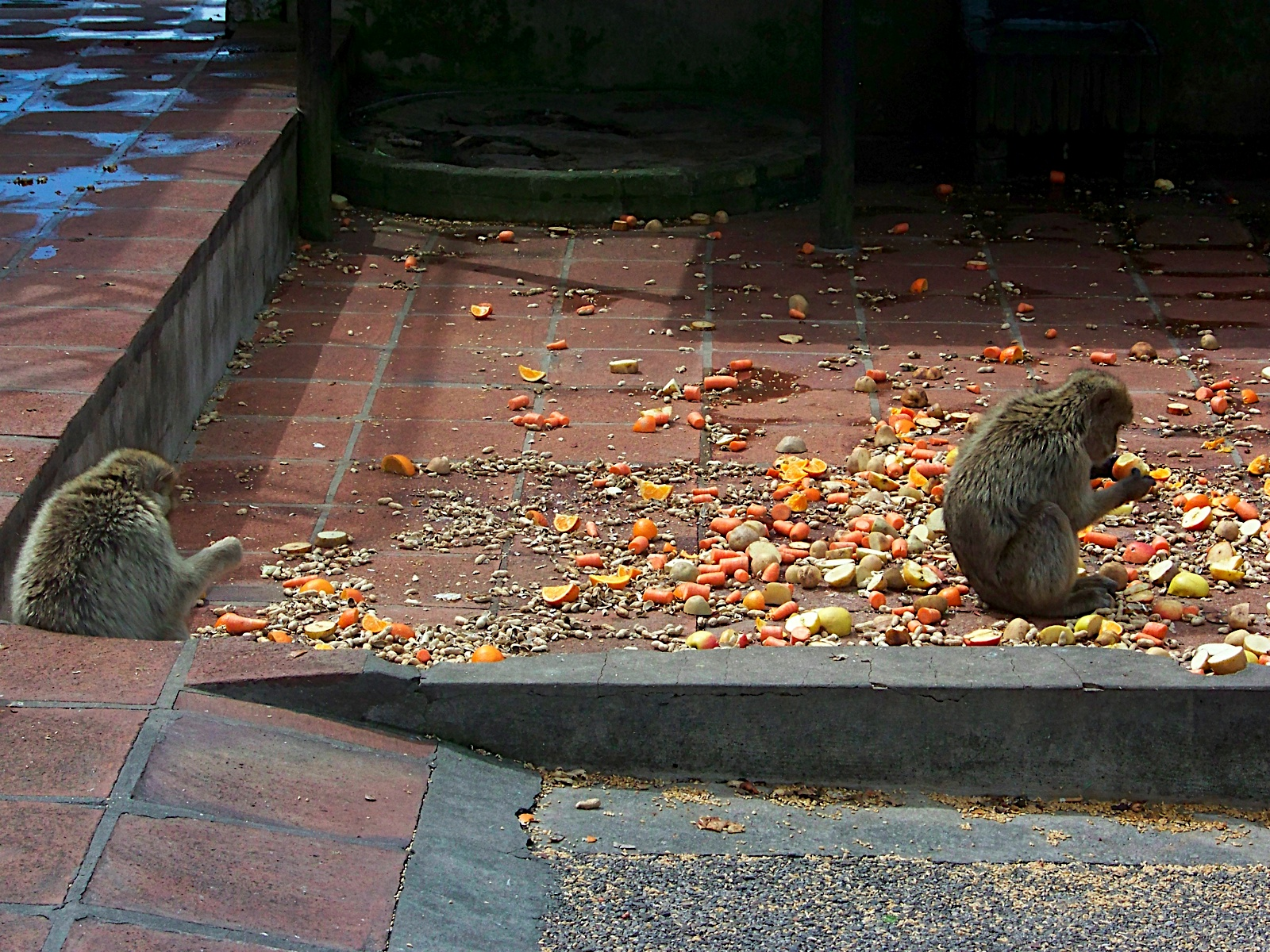
獼猴的食物

獼猴現在交由直布羅陀鳥類和自然歷史協會和直布羅陀退役軍人診所負責照顧，水準和英軍管理時期相若，而且每隻獼猴還會留影和植入晶片作記錄。協會還會和摩洛哥拉巴特-阿吉達大學、印第安納聖母大學、奧地利維也納大學、德國哺乳動物中心以及瑞士蘇黎世大學合作研究。
而且每年協會都會為獼猴作普查，調查他們的數目，以便管理。 2008年直布羅陀政府就曾將部分獼猴遷到海邊，2012年當地政府更表示會研究從北非引入更多獼猴。

## 傳說

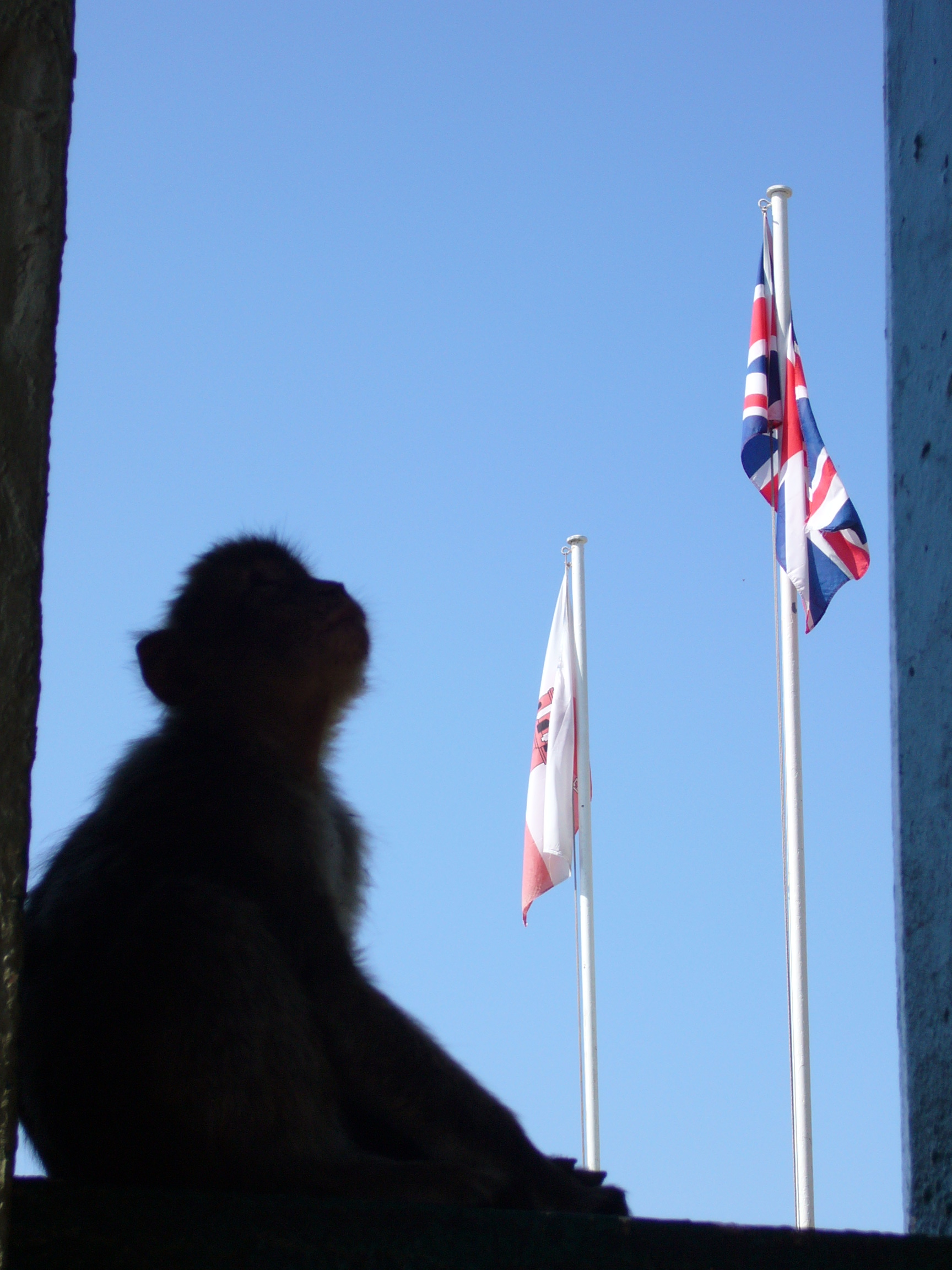
獼猴、直布羅陀旗與聯合王國旗

直布羅陀有一個關於獼猴的迷信，就是這批巨岩上的獼猴一天存在，直布羅陀就依然是英國海外領土。就在二次世界大戰期間的1942年，當直布羅陀獼猴種群急降到屈指可數的7隻，英國首相温斯顿·丘吉尔爵士下令從摩洛哥和阿爾及利亞的殘餘森林中尋找獼猴，以補充直布羅陀境內獼猴的數量，也是基於這個迷信。
另一個傳說，則是下聖麥克岩洞是一條連接直布羅陀和非洲大陸，長達24公里 (15英里)的地底通道的出口。而這些直布羅陀獼猴的祖先就是由這條地道來到直布羅陀巨岩這個生境的。

## 相關流行文化
- 直布羅陀鎊多次使用獼猴作硬幣圖案，包括1988年至今的五便士，還有2004年的一便士的開埠300週年紀念幣。
- 1986年的007電影《鐵金剛大戰特務飛龍》的開場片段，有獼猴看著詹士邦在直布羅陀演習。

## 備註
1. 1 2  . Daily Mail. UK. 16 April 2008  [25 January 2009]. （原始内容存档于2016-03-03）.
2. ↑  Jackson, William G.F. . . Fairleigh Dickinson University Press. 1987: 28  [23 October 2008]. ISBN 0-8386-3237-8 （英语）.
3. 1 2  DNA solves mystery of Gibraltar’s macaques 的存檔，存档日期2007-09-27.
4. ↑  .   [2013-07-05]. （原始内容存档于2007-12-11）.
5. ↑  News on Penalties for Feeding the Barbary Macaques in Gibraltar Archive.today的存檔，存档日期2011-07-11
6. ↑  . gibraltarevents.com.   [5 September 2012]. （原始内容存档于2012年7月10日）.
7. ↑  . Llanito.net.   [5 September 2012]. （原始内容存档于2013年10月29日）.
8. ↑  .   [2013-07-06]. （原始内容存档于2008-02-08）.
9. ↑  Govan, Fiona. . The Telegraph. 27 November 2012  [3 December 2012]. （原始内容存档于2013-01-05）.